# Albert Chartier (sculpteur-peintre)
Pour les articles homonymes, voir Albert Chartier et Chartier.
 (novembre 2016).
Albert Louis Edmond Chartier, né le 7 mai 1898 à Contres (Loir-et-Cher) et mort le 5 février 1992 à Paris 9e, est un peintre et sculpteur canadien d'origine française ayant adopté le pseudonyme Alchar.
Son œuvre est un témoignage de la sculpture alors en vogue en France dans les années 1930. Marié le 10 mai 1937 avec Yvette Schibinet, modiste rue du faubourg Saint-Honoré à Paris, il eut cinq enfants.

## Biographie
Né à Contres (Loir-et-Cher) de Louis Julien Auguste Chartier (1866-1911) qui fut greffier à Saint-Maixent[Lequel ?] et de Pauline Amélina Germain (1875-1964) fille d'Antoine Germain, taillandier, Albert Chartier passe son enfance à Blois. Sa vocation se manifeste précocement et sa première œuvre picturale, désignée comme telle par une inscription, est signée de 1905, son premier buste de 1913. L'apprentissage d’Albert Chartier débute par l’École nationale supérieure des arts décoratifs pour une courte période interrompue par sa mobilisation en 1916 (10e Génie). Il y est l’élève de Paul Renouard et il y rencontre Gio Colucci (1892-1974). C'est sans doute là qu'il développe son talent de dessinateur et de peintre, ce dont il reste quelques témoignages sous forme de dessins d'études de nu. Il est inscrit à l’École de 1915 à 1917.
Il est à Verdun en mars 1917, et participe à deux batailles importantes : celle de la Côte du Poivre et celle du Mont Kemmel où il reçoit le grade de caporal ; il est gazé à Reims. De cette période restent de nombreux croquis et des lettres, fixant la vie quotidienne sur les champs de bataille. Comme un grand nombre de ses camarades, il devait revenir de cette expérience de guerre avec le sentiment d’avoir survécu indûment, d’être en fait « mort à Verdun », ce qui déterminera sans doute son sens du caractère illusoire des choses et son besoin de s’ancrer dans une réalité autre, moins faillible et étayée par une vision esthétique. Aussitôt après sa démobilisation, il commence à gagner sa vie en contribuant à la réalisation de nombreux monuments aux morts dont celui de Massignac (Charente).
« Le monument porte un groupe en relief constitué, d'une allégorie de la République et d'un soldat, imaginé par le jeune sculpteur Albert-Louis Chartier de Blois. Marianne, coiffée d'un bonnet phrygien ceint d'une couronne de laurier, est debout, de profil, pieds nus. Elle tient une branche de laurier de la main droite, et une palme et une branche de chêne entrecroisées de sa main gauche. Elle se penche sur un soldat porte-étendard mourant, affaissé contre elle. Il faut remarquer qu'ici, la hampe du drapeau est frappée du chiffre de la République RF. Sur le socle du monument apparaît la croix de guerre avec un profil de Marianne entre les deux dates de la Première Guerre mondiale. ».
Il s’acquiert ainsi une certaine réputation en sculptant des motifs pour ces monuments, comme des roses, ce qui le mene tout naturellement plus tard à développer ses capacités dans le travail de la pierre pour la restauration des monuments historiques.

### Études et influences

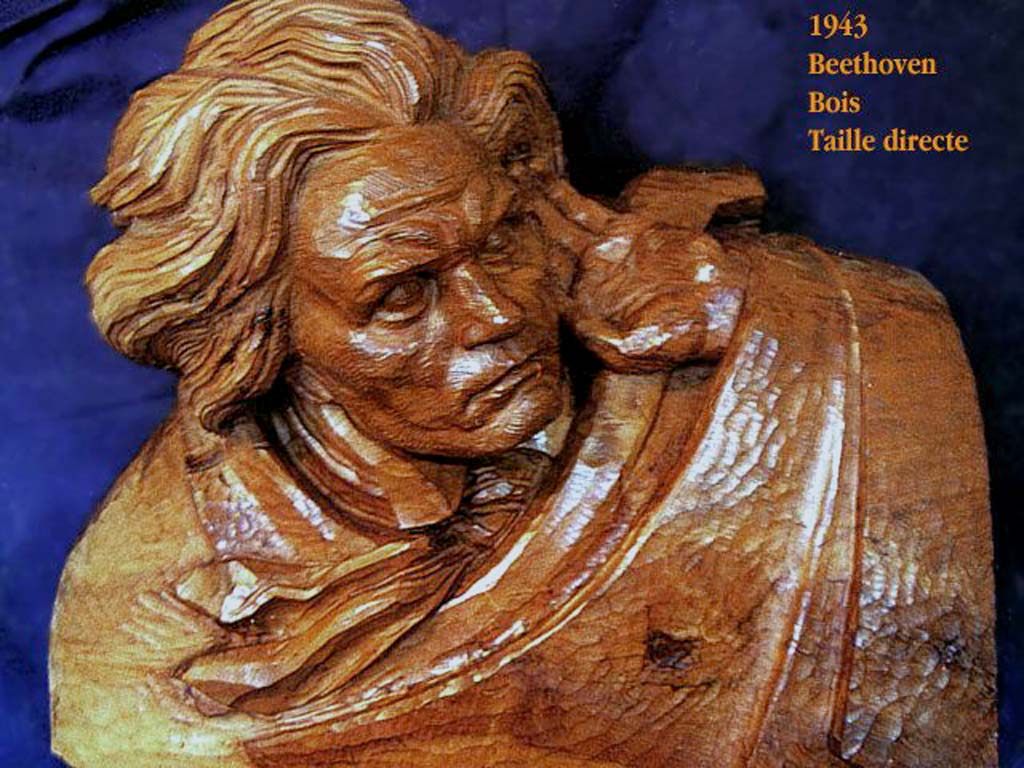
Bois

À son retour à Paris, où il résidera toute sa vie, rue de la Tombe-Issoire puis Square d'Orléans, Albert Chartier est admis à l’École nationale des beaux-arts ; il y est inscrit de 1921 à 1927. C'est là que se perpétue à Paris la tradition de la sculpture classique. Il y est « Massier », ce qui lui permet de participer à l’organisation du « Bal des Quat'z'Arts » (1923-1924).
L’apprentissage à l’École passe par la copie des maîtres anciens et s’appuyait sur la statuaire grecque en s’inspirant de thèmes mythologiques. On y acquiert un indéniable savoir-faire auquel va bientôt manquer une reconnaissance sociale que les goûts du temps allaient porter vers d'autres valeurs. De cet enseignement persistent quelques témoignages photographiques très évocateurs de ce que les étudiants étaient amenés à travailler en accord avec les exigences plastiques de leurs maîtres et en dépit de ce qu'apportaient les « aventuriers de l'art moderne ».
Les cours suivis le sont dans l’atelier de Jules Coutan (1848-1939), sculpteur néo-baroque élève de Jules Cavelier (1814-1894) lui-même élève de David d'Angers (1788-1850). Il a comme condisciples Paul Belmondo (1896-1982), Louis Leygue 1905-1992) et Gilbert Privat (1892-1969). Jules Coutan a aussi pour élève Victor Nicolas (1906-1979).
Il fréquente pareillement l’atelier de Jean-Antoine Injalbert (1845-1933). Cet enseignement le prédispose plus à se tourner vers les modèles de l’antiquité et les maîtres français dont Jean-Baptiste Carpeaux (1827-1875) est l'un des plus prestigieux exemples, qu’à briser les règles, canons et traditions du passé que transmettait l’École ; ses premières œuvres présentées au Salon des Artistes français en témoignent. Il ne cesse pourtant de dire en quelle estime il tient des artistes qu’il considère comme ses véritables maîtres : Antoine Bourdelle au premier chef (1861-1929), dont on reconnait l’influence dans deux œuvres majeures : Beethoven en 1943 et Le Centaure en 1961. Son Beethoven rappelle sans doute les nombreux Beethoven que Bourdelle réalisa de 1880 à 1929, mais sans doute aussi la figure d'Harry Baur dans le film d'Abel Gance : Un grand amour de Beethoven de 1936.
Le Centaure, quant à lui, n'est pas sans évoquer Héraclès archer de 1909, mais aussi le Centaure mourant (musée Bourdelle, 1914). Ces deux œuvres de styles si différents témoignent d’une double attirance contrastée que l’on trouve d’ailleurs chez Bourdelle ; le romantisme lyrique du Beethoven tranche sur la facture du Centaure qui rappelle la statuaire grecque préclassique ou archaïque. Sont aussi convoqués Auguste Rodin (1840-1917) et son maître Albert-Ernest Carrier-Belleuse (1824-1887) et Paul Landowski (1875-1961) avec lequel il regrette longtemps de n’avoir pas travaillé, mais aussi Charles Despiau (1874-1946). Son esprit indépendant le fait se méfier des académies dont il respecte pourtant les valeurs. Peut-être sa frustration de n’avoir pas obtenu le Prix de Rome y est-elle pour quelque chose…

### L’École de la Loire
La reconnaissance immédiate de son savoir-faire qui lui vaut une médaille d’or au Salon des arts décoratifs de 1925 et un certain succès critique lui assure rapidement des commandes, essentiellement dans sa région d’origine. Il a cependant déjà exposé au Salon des artistes français de 1923 à Paris.
Albert Chartier est en effet resté lié avec un groupe régionaliste bien implanté à Blois, l’École de la Loire, animé par Hubert-Fillay (1879-1945), avocat et poète solognot dont il illustre certains albums comme Des j’teux de sorts à la guillotine (1943). Il continue d’ailleurs tout au long de sa carrière à exposer peintures et sculptures lors des Salons de l’École à Blois et le journal publié par le groupe, Le Jardin de la France, suit avec intérêt ses succès.

### Le Printemps

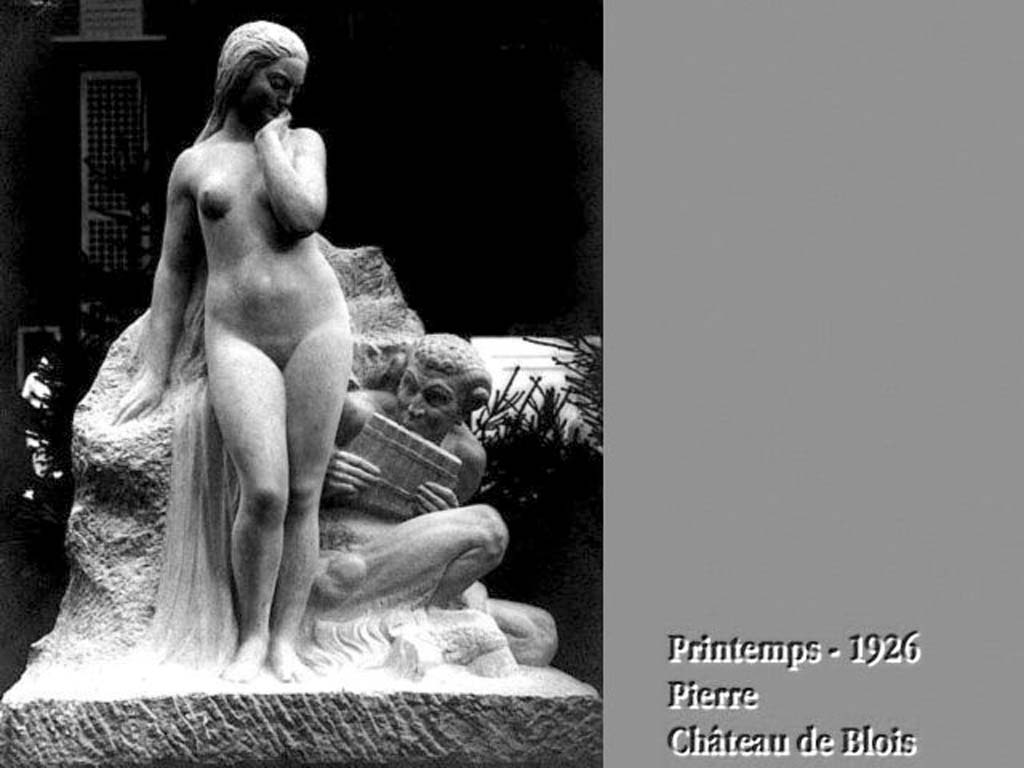
Le Printemps, Château de Blois, 1926

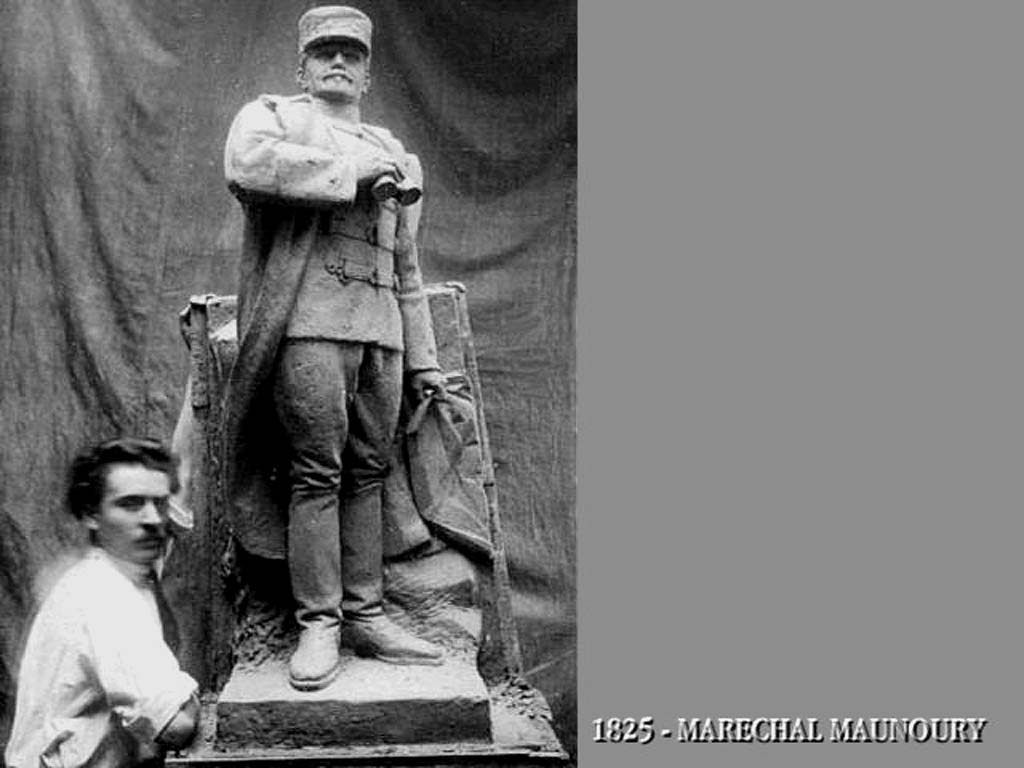
L'artiste et son œuvre: Maréchal Maunoury

Sollicitée par l’École de la Loire, la municipalité de Blois passe commande de l’un de ses premiers groupes sculptés, Le Printemps, présenté sous forme de plâtre au Salon de 1925, et pour lequel il obtient le Prix Chenavard de l’École Nationale Supérieure des Beaux-Arts, de Paris.
« La sculpture est destinée à orner le jardin de l’Évêché. Acquise en 1932, elle est d’abord présentée dans l’ancien évêché devenu annexe du musée des Beaux-Arts, puis transférée au château et enfin exposée sur la terrasse de Foix. Deux esquisses sur papier d’Albert Chartier, montrent son projet, inabouti, de la présenter comme ornement de jardin public, cantonnant une pièce d’eau sur la terrasse du château. Les deux œuvres conservées au château présentent la scène charmante d’une jeune nymphe qu’un satyre accroupi tente de séduire en jouant de la flûte de Pan. Le sujet lui-même inscrit immédiatement l’œuvre dans la production de l’époque. Le nu féminin est alors le sujet de prédilection de la mouvance classique figurative moderne qui regroupe dans un même retour à l’antique, les Académiques issus de l’École des Beaux-Arts et les Indépendants qui se permettent une liberté d’expression nouvelle. Ce thème du nu féminin, omniprésent dans les expositions et Salons dans l’entre-deux guerres s’inscrit alors dans un désir général de retour à la simplicité. Aussi peut-on lire à l’œuvre dans le Printemps, conservé au château de Blois, de facture globalement néoclassique, le sens de la synthèse de son maître Jules Coutan, qui joue alors le rôle de principe unificateur dans la sculpture institutionnelle ».
Albert Chartier connaît dans les années 1925-1950 sa période la plus productive. Grâce à ses relations avec l’École de la Loire, il obtient de nombreuses commandes dans la région : le monument au Général Maunoury à Mer en 1926, où le maréchal est représenté entouré de deux soldats, l'un de 1870, l'autre de 1914, le médaillon de Jeanne d’Arc au château de Blois et surtout de nombreux bustes où il fait montre de grandes qualités de portraitiste comme celui de Paul Besnard « poète de la Sologne » à Romorantin (1933). Le château conserve deux de ses œuvres en bronze. Le buste de Joseph Paul-Boncour (Président du Conseil) exposé au Salon de 1933 est pourtant qualifié de théâtral par la critique, ce qui pourrait être un compliment tant était célèbre le talent oratoire de cet ancien avocat. À la différence de Belmondo ou Despiau.
L'artiste confère à ses portraits une veine nettement expressionniste, très différente de ses œuvres monumentales. Le geste du modeleur est plus vif, servant ici l’expression inspirée de l’orateur. Il fait preuve du même talent de portraitiste dans le beau buste de son ami Émile Brunet (architecte en chef des Monuments historiques, (1872-1952) d’une facture cependant plus classique.
Il fut de nouveau mobilisé et incorporé le 26 août 1939 au 52e R.I.R. Il fut démobilisé le 1er août 1940.

### Monuments historiques et musées de cires
Sa carrière de sculpteur de bustes se double d’une activité de sculpteur pour les Monuments Historiques. Très présent sur les grands chantiers de restauration de la région, il réalise pour le château de Blois la sculpture dans le grand escalier de l’aile Gaston d’Orléans pour Alphonse Goubert et Paul Robert-Houdin. On le retrouve sur les chantiers de la cathédrale de Blois, de Saint-Vincent et surtout à Orléans où il travaille à la restauration de la cathédrale de 1941 à 1959. Parallèlement Albert Chartier s’engage dans une autre carrière, sans doute pour des raisons économiques, qui l’éloigne progressivement des commandes publiques : il devient sculpteur pour le Musée Grévin (dont le propriétaire Gabriel Thomas avait commandité l’Héraclès archer), et cette expérience le conduit à partir de 1935 à participer à la fondation de plusieurs musées historiques sur le continent américain et en particulier le Musée historique canadien. C’est d’ailleurs à Montréal en 1937 qu’il réalisera le buste du frère André (1845-1937) béatifié en 1989 par le Pape Jean-Paul II.
Dans l’art des bustes en cire, il déploie aussi un réel talent de modeleur qui complète son habileté dans la taille directe de la pierre ou du bois, alliant la « sculpture qui ajoute » à « celle qui enlève » selon la distinction que proposait G. Vasari. C’est ainsi qu’avec une quantité impressionnante de figures de cire, il laisse un certain nombre de bustes qu’il avait modelés en terre glaise comme celui du Frère André, du Général De Gaulle ou de Pierre-Elliott Trudeau. Un certain nombre de figures de cire est actuellement déposé au Musée de la Civilisation à Québec.
À son départ du musée Grévin en 1955, c'est son élève le sculpteur Alexandre Barbiéri qui lui succède.

### Maturité
Moins présent dans les Salons, il poursuit cependant son travail dans son atelier près de la place Pigalle et ce jusqu’à sa mort, malgré le déclin progressif de ses forces qui l’éloigne petit-à-petit de la sellette et du chevalet. Ses œuvres de la maturité, comme Le Goal, présenté au Salon de 1977 aujourd’hui visible au stade des Allées à Blois, montrent une distance certaine avec ses débuts académiques et le mènent sans jamais renier la tradition figurative à une simplification qui le rapproche encore de son modèle, Bourdelle. Il retrouve ainsi son goût pour les sculptures grecques archaïques et manifeste sa fascination pour l’art préhistorique principalement magdalénien. Il est alors intéressant de comparer les deux versions qu’il donnera des Lutteurs, l’une en 1930, l’autre en 1960 qui témoignent d’un cheminement vers une forme de dépouillement.

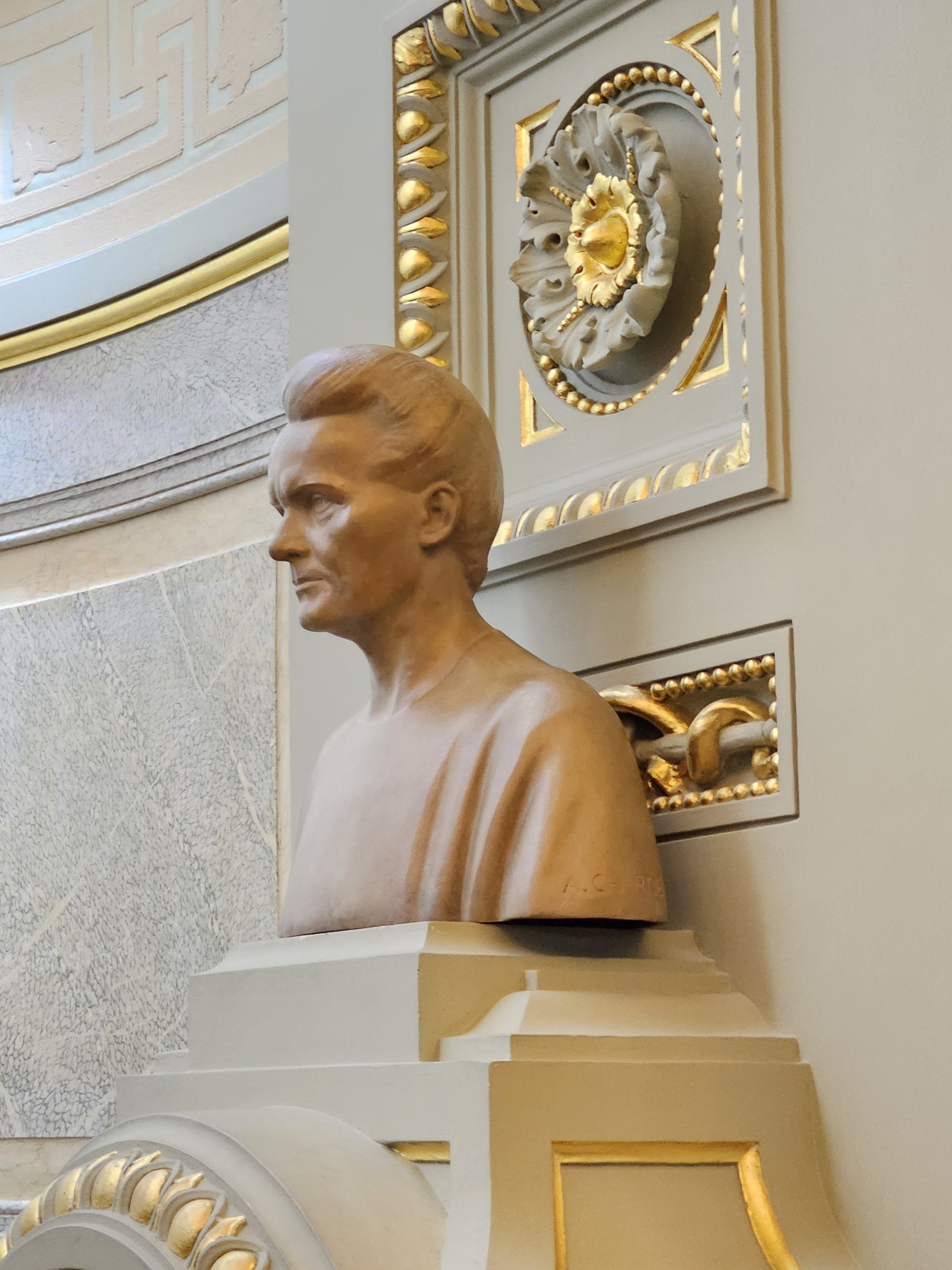
Marie Curie, Académie de Médecine,Paris

Sa collaboration avec l'architecte Émile Brunet l'amène à réaliser, vers 1943, une statue de Sainte Thérèse de Lisieux pour la façade de l'église de Vésines, un buste de Marie Curie, ainsi qu'un fronton en bas-relief intitulé "Les Sciences et les Lettres" au lycée Marie-Curie (Sceaux), et deux statues (Sainte Thérèse de Lisieux et l'Immaculée Conception), pour l'église Saint-Léon de Paris, témoignage du renouveau apporté par l'architecte à sa conception des édifices religieux qu'il avait refondée à Amsterdam et sans doute aussi par sa visite de l'Exposition Coloniale de 1931.
La manière adoptée dans ces réalisations parait être un écho de l’intérêt que l’artiste portait à l’anthroposophie qui insiste sur l’importance des formes archaïques de la perception, mais aussi à la théosophie. On peut aussi y retrouver une manifestation de ces courants de pensée qui s’interrogeaient sur la transmission esthétique que les cercles d’études métapsychiques proposaient au questionnement dans un appel à un au-delà des formes conventionnelles. Albert Chartier, peut-être sous l'influence de René Guénon (1886-1951) originaire de Blois, revendiquait ce regard différent sur le monde qui lui permettait de dépasser les conventions imposées à l’apparence : « Cet arbre couvert de neige est rose, car c’est ainsi que je le vois » dit-il un jour[réf. nécessaire], ce qui était aussi une revendication de l’ipséité radicale de l’artiste, donc une affirmation de sa propre singularité… Parmi ses dernières œuvres, on compte des bustes d'Herbert Von Karajan et de Sigmund Freud notamment, deux œuvres qui montrent bien l’évolution de l’artiste vers une plus grande austérité formelle sans que jamais il cède sur la qualité du modelé.

## Peinture
Il laisse aussi une importante œuvre picturale, croquis, dessins et peintures accompagnant son travail de sculpteur fût-ce à titre préparatoire. Cette œuvre porte aussi témoignage de son goût pour les voyages qui dès sa jeunesse l’avaient mené en Italie ou en Tunisie, mais auquel il céda, en maints endroits, toute sa vie. Dans l’art pictural il donne l’impression d’une liberté que sans doute il ne s’accordait pas dans son exercice sculptural. Son talent de coloriste s’y déploie librement, moins assujetti aux contraintes de la forme classique comme si la couleur lui permettait une liberté nouvelle et l’amenait à remettre en cause les exigences de la figurabilité.
Le signifiant-couleur venait relayer le signifiant-formel… Matière et couleur entretiennent dès lors des liens d'analogie qui se retrouvent encore dans ses goûts musicaux dirigés vers la musique russe de Rimski-Korsakov puis de Rachmaninov. On peut poser que cela se mettait en accord avec l’idée première que l’acte précède la représentation puisqu’il la découvre dans la matière, l’en fait surgir. On peut y voir là l’écho de la pensée néoplatonicienne si importante pour les artistes de la Renaissance, a fortiori Michel-Ange, une pensée qui n’a pas manqué de laisser des traces jusqu’à nos jours. Albert Chartier lui-même s’en faisait l’écho lorsqu’il parlait de la création de la Jeune fille à l’arbre où le dégagement de la forme procède d’abord de la rencontre avec un tronc d’arbre dans un fossé. L’intuition de la présence dans la matière primitive de la représentation est ici centrale dans le processus créateur.
On peut y voir l’influence de son maître et ami Achille Jacquet, sculpteur et infatigable dessinateur des lieux et paysages du Val de Loire, mais aussi l’influence de courants plus modernes et plus détachés des traditions. Sans doute faut-il citer ici son ami René Vauquelin (1850-1940) dont l’œuvre picturale ne manqua pas aussi de l’attirer vers des formes plus contemporaines, mais aussi Georges Gimel, peintre et sculpteur (1898-1962) dont il fut le témoin à son mariage. Assez curieusement c’est ce goût pour la couleur qui lui fera apprécier l’œuvre d’Alexander Archipenko (1887-1964) dont il admirait les patines, et sans doute aussi les audaces formelles. On peut imaginer qu’il retrouvait la polychromie initiale des sculptures antiques : les idoles minoennes ne gardent elles pas des traces de leur rouge sur le blanc étincelant du marbre de Paros qui nous les fait admirer.
L’œuvre de cet artiste montre bien les conflits esthétiques auxquels étaient confrontés les artistes des années 1930 et comment allait évoluer leur travail, pris entre tradition et modernité, fidélité aux valeurs transmises par leurs maîtres et les académies et attraction par le renouveau formel qui se développait partout dans le monde et qu’apportaient à Paris de nombreux artistes émigrés comme Pablo Picasso (1881-1973) ou Ossip Zadkine (1890-1967) dont il avait bien du mal à comprendre les réalisations et les interrogations esthétiques rompant avec les formations classiques de leurs pays d'origine. On voit bien en regardant les œuvres de ces artistes, comment se manifestent les filiations et s’insèrent les ruptures aussi bien chez ceux qui ont laissé un nom, Rodin, Bourdelle, Maillol (1861-1944), que ceux qui sont restés des célébrités loco-régionales ou sont tombés dans l’oubli. L’ironie du sort a fait que l’épouse d’Albert Chartier, Yvette « Nelly » Schibinet, était entrée dans la profession de modiste après avoir gagné un concours qui avait récompensé sa création d’un chapeau de style cubiste. Et le portrait qu’il en fit en 1940 n’est pas sans rappeler la manière de van Dongen (1877-1968), qu’elle rencontra d’ailleurs dans les « années folles ».
En avril 1999, une exposition rétrospective sous l'égide de la Délégation générale du Québec aura lieu dans les salons de la mairie du neuvième arrondissement de Paris, inaugurée par Gabriel Kaspereit, ancien ministre, maire du 9e arrondissement de Paris, non loin du lieu où il résidait (square d'Orléans) et où il s’était éteint sept années plus tôt. Il est inhumé au cimetière de Vaugirard.

## Œuvres
1918:  Sculpture. Terre cuite "Le Rata". Signé et daté 9.3.18. Dimensions : 24 x 19 x 15 cm.* (coll.Eric C.)
1923 : Dans la tranchée, bronze, (coll.Part. USA)
- 1923 : Négresse (bois, taille directe)
- 1924 : Buste de Paul Renouard peintre, graveur (1845-1924), Jardin de l’Évêché, Blois
- 1925 : Eve, Manoir des Calanques, Marseille (coll.Part. France)
- 1925 : Buste de Mr Croizeau (Antoni Croizeau, ancien maire de Blois, ou son frère, beau-père de l’artiste)
- 1926 : Monument au Maréchal Maunoury, Mer, Loir-et-Cher (Monument inauguré le 15 août 1928 sous la présidence du maréchal Pétain)
- 1927 : Effort, atelier de l’École des Beaux-Arts.
- 1927 : Femme assise, terre cuite patinée
- 1926 : Buste de Paul Besnard, (poète, peintre de la Sologne 1849-1930), Jardin de la Préfecture, Romorantin
- 1927 : Amphitrite
- 1927 : Le cor, terre cuite.
- 1927 : L’enlèvement d’Europe
- 1929 : Buste de Paul-Boncour Ancien Président du Conseil, Hôtel de Ville de Blois
- 1929 : Statuette de P. Besnard, Musée du château de Blois
- 1929 (?) : Buste d’Achille Brunet (architecte des monuments historiques), Musée du château de Blois
- 1929 : Buste de Pola Negri (Coll. Part.)
- 1929 : Le Printemps, Jardins de l’Évêché : la roseraie, Blois
- 1929 : Statue de St François d'Assise
- 1932 : Buste de Marie Curie, Lycée de Sceaux, Musée Carnavalet, Paris, Musée dans la rue, Barentin, Seine-Maritime, Académie de Médecine, Paris.
- 1930 : Buste de Marlène Dietrich, Musée Carnavalet, Paris
- 1930 : Médaillon de Jeanne d’Arc, Château de Blois
- 1930 : Buste de M. Bainbridge Colby, secrétaire d’état américain, exposé au Salon des Artistes français
- 1930 : La nuit (coll. Particulière)
- 1932 : Buste de Serge Lifar, Musée Carnavalet, Paris
- 1932 : Buste de Henri d'Orléans, « comte de Paris », Musée Carnavalet, Paris
- 1933 : Buste de Timouchoun, indien montagnais, Réserve de Pointe Bleue, Québec (coll. Particulière)
- 1934 : Statues des quatre évangélistes, façade du Musée historique canadien, Montréal, Québec
- 1935 : Monument du fondateur du Syndicat agricole, rue Franciade, Blois
- 1935 : Buste d’Hubert-Fillay
- 1935 : Buste de Paul Robert-Houdin (architecte des monuments historiques), Musée du Château de Blois
- 1937 : Buste du Frère André, Musée de l'Oratoire St Joseph, Montréal, Québec.
- 1939 : Autoportrait (pierre, taille directe)
- 1943 : Beethoven, bois taille directe, Salon des Artistes Français
- 1943 : Statues de l’Immaculée Conception et de Sainte-Thérèse de Lisieux, Église Saint-Léon de Paris
- 1943 : Jeunesse (bois, taille directe)
- 1943 : Jeune fille à l'arbre (bois, taille directe)
- 1944 : La France qui se relève, coll. P. Benadon
- 1945 : Bas-relief avec cheval, Selles sur Cher
- 1950 : Statue de la Vierge, Le Thil en Vexin, Eure
- 1951 : Statue de Notre-Dame des Érables, Cathédrale de Lévis, Québec
- 1960 : Vierge à l’Enfant (Notre Dame de Domont), Église Sainte Marie-Madeleine de Domont, Val d’Oise
- 1961 : Centaure, bronze, Polo de Bagatelle, Paris.
- 1968 : Buste d’Herbert von Karajan
- 1970 : Buste de Charles de Gaulle (Musée de la Résistance, Paris)
- 1970 : Buste de Didier Chartier, Musée Carnavalet, Paris
- 1976 : Buste de Pierre Elliott Trudeau
- 1978 : Médaillon de Sigmund Freud, Bibliothèque de l’Hôpital Ste Anne, Paris
- 1977 : Statue d’un sportif (le goal), Stade municipal de Blois, auparavant exposé au Salon des Artistes Français, inauguré à Blois par le maire Pierre Sudreau (1971-1989)
- 1980 : Médaillon de Sigmund Freud
- 1939-1987 : Bustes d'enfants

## Arts décoratifs
- 1924 : Monument aux morts de Massignac (Charente)
- 1934 : Fronton de la porte d’honneur et buste de Marie Curie Lycée Marie-Curie, Sceaux
- 1932 : Fronton du musée Grévin, Paris
- 1934 : Statues des quatre évangélistes, façade du musée historique canadien, Montréal, Québec
- 1943 : Statue de Sainte Thérèse de Lisieux, Façade de l’Église de Vésines (architecte E. Brunet) Loiret

## Monuments Historiques: travaux de restauration
- 1924 : restauration des tours de la cathédrale de Blois
- 1925 : Façade de l’Église St Vincent, Blois
- 1925 : Escalier d’honneur du château de Blois
- 1927 : Lucarne du château de Fougères (Loir-et-Cher)
- 1941- 1959 : Restauration de la Cathédrale d’Orléans
- 1948 : Maison Henri IV, Sully-sur-Loire
- 1949 : Église St Aignan, Orléans
- 1950-1951 : Église de Châteauneuf-sur-Loire
- 1953-1954 : Ancienne Chancellerie, Orléans

## Collections
- Bustes en cire : Musée de la civilisation, Québec
- Bustes de Serge Lifar, du « comte de Paris », de Didier Chartier, musée Carnavalet, Paris
- Buste de Serge Lifar, Fondation Serge Lifar, fondation des Archives suisses de la danse[4], Lausanne, Suisse
- Statuette du Frère André (1936), abbaye Saint-Pierre de Solesmes,
- Buste du Frère André, abbaye Saint-Benoît-du-Lac, Québec
- Esquisse en plâtre patiné : Le Printemps, Musée des beaux-arts du château de Blois
- Buste de Charles de Gaulle, musée de la Résistance nationale, Champigny-sur-Marne

## Musées de Cire
En collaboration avec Robert Tancrède (1906-2003), architecte et peintre et le sculpteur Robert Bros (1902-1969) :
- 1930-1955 : figures pour le musée Grévin de Paris
- 1935 : Fondateur du Musée historique canadien, Montréal, Québec
- 1938 : Fondateur du Musée Historique Canadien, Québec, Québec
- 1939 : New-York-Broadway Wax Museum
- 1949 : Musée Napoléon, Waterloo, Belgique
- 1960 : Miami’s Wax Museum

## Iconographie

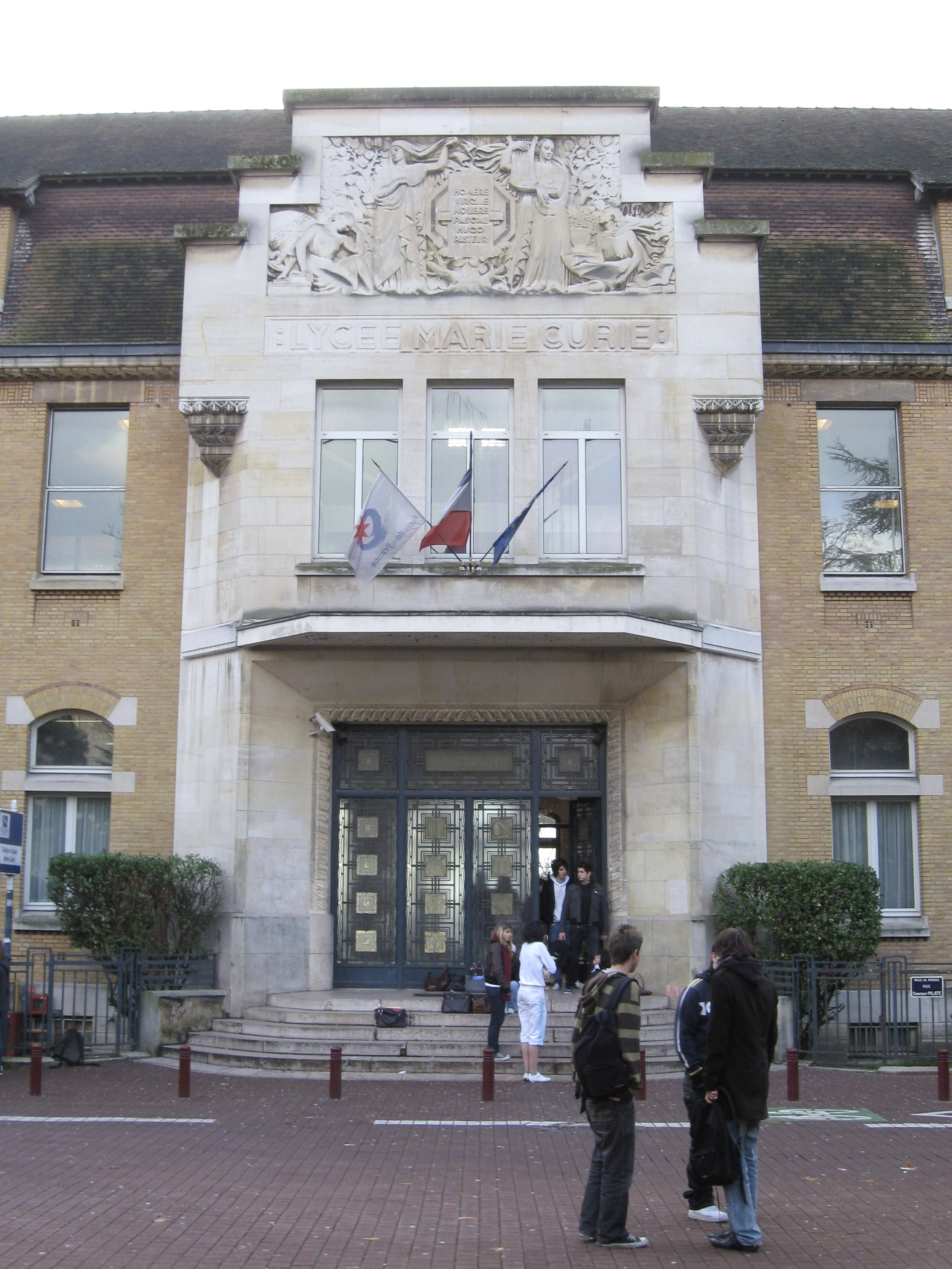
Sceaux, lycée Marie Curie
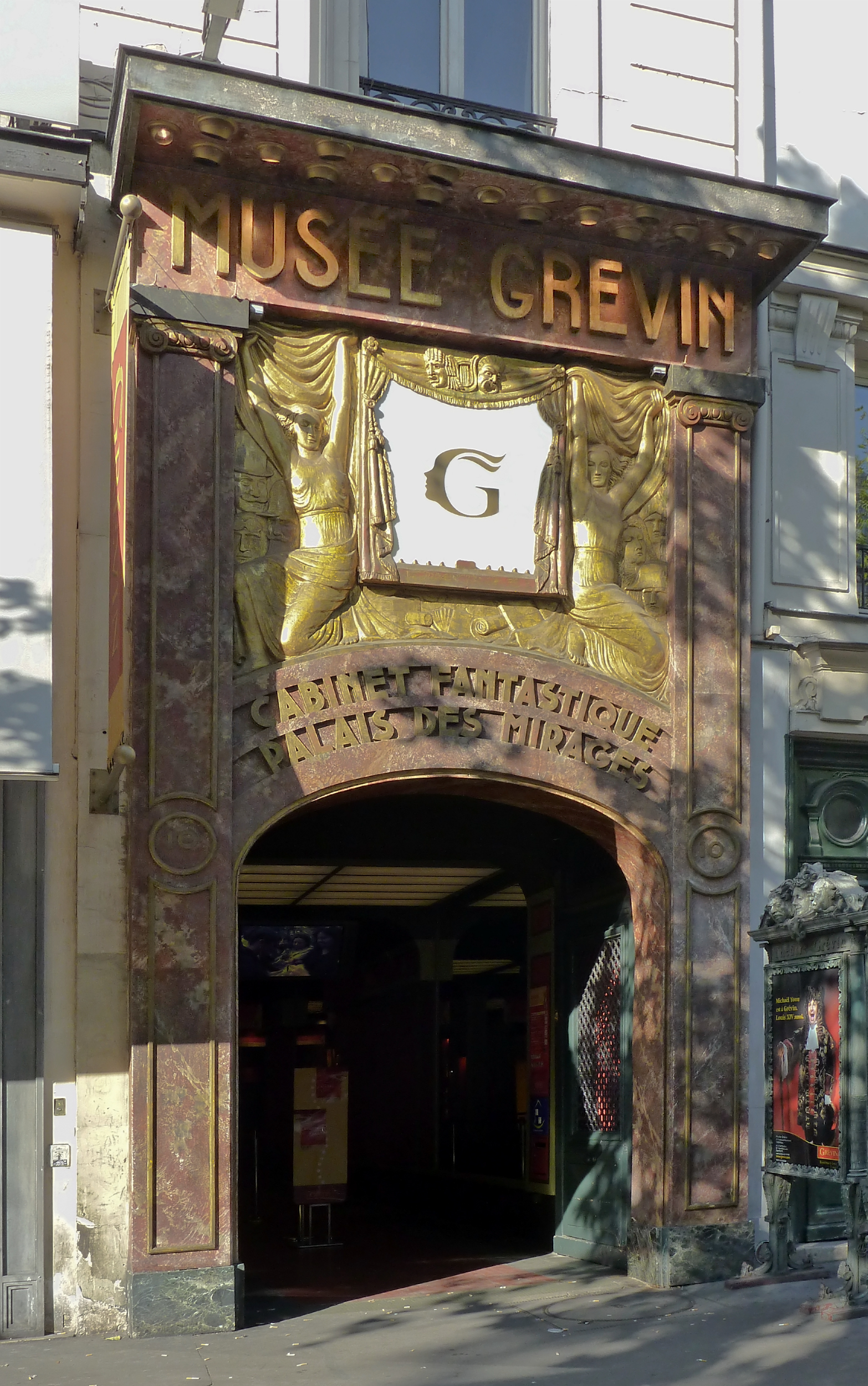
fronton du musée Grévin, Paris
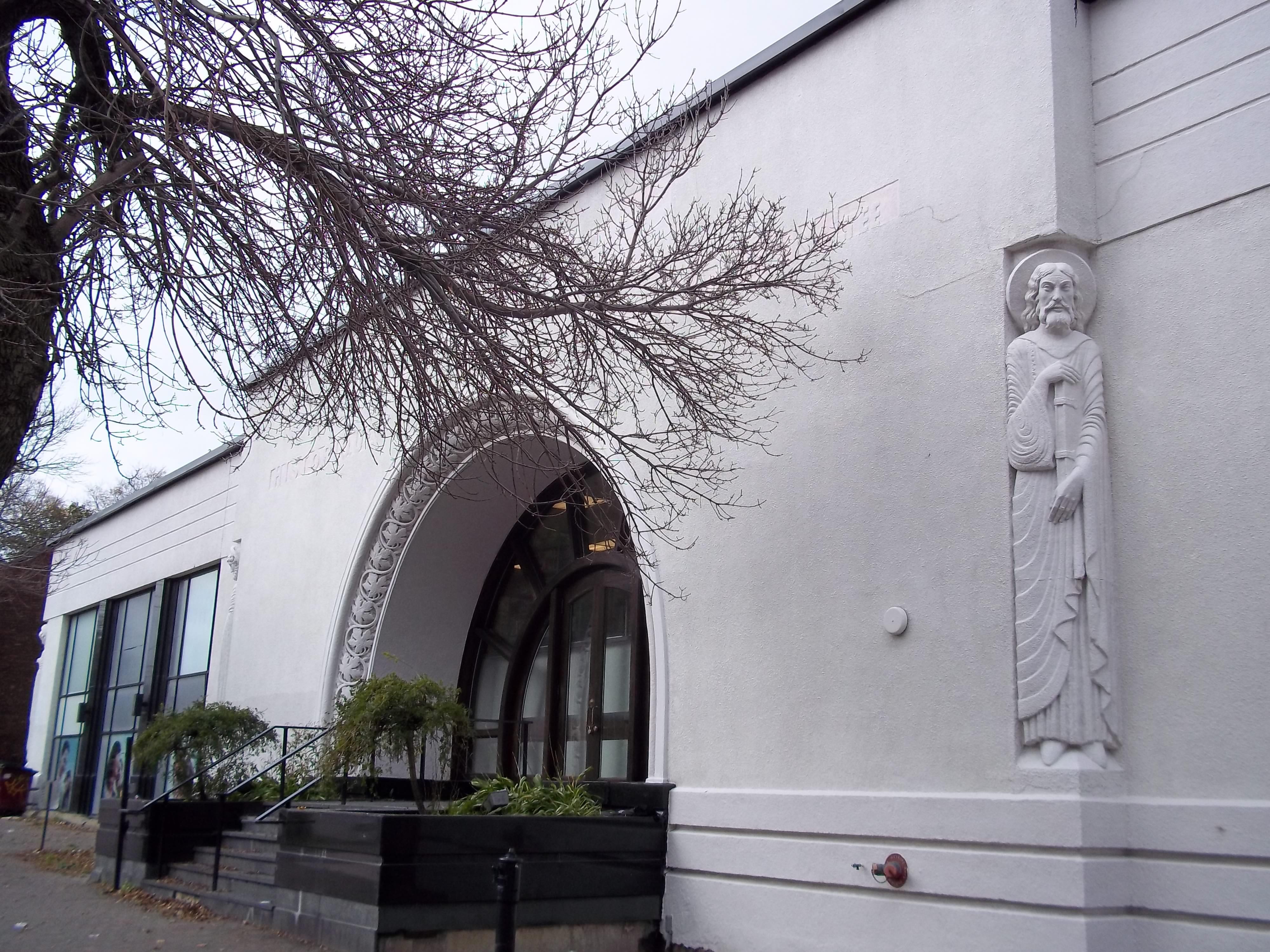
Musée historique canadien, Montréal
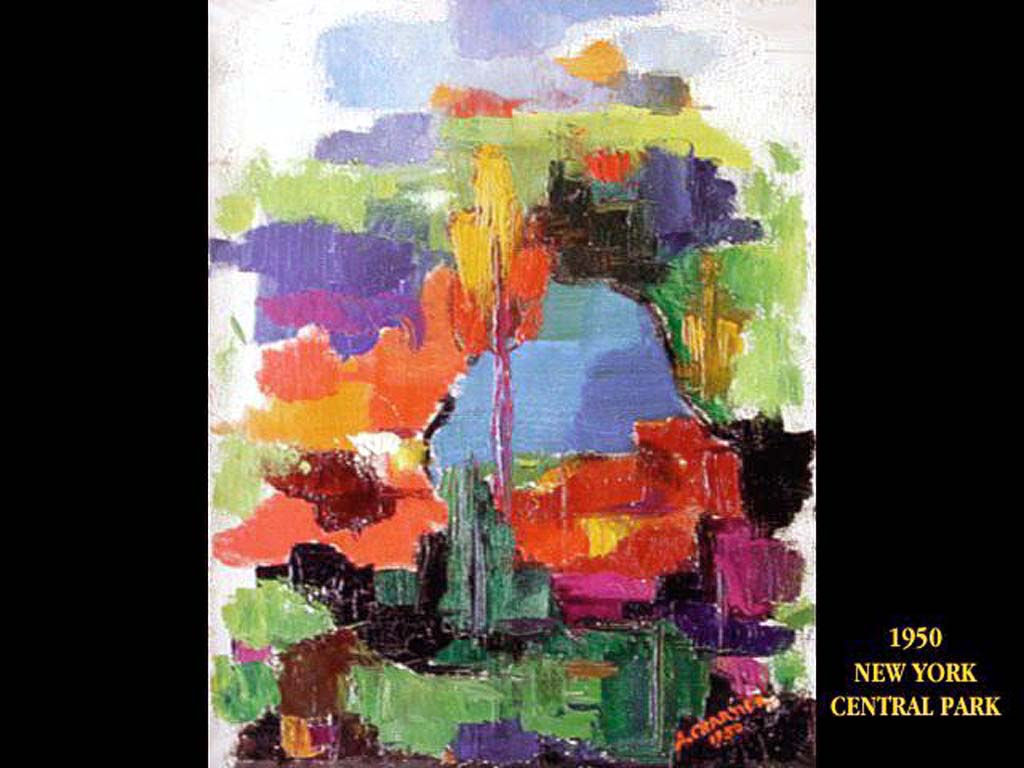
Huile sur toile